# You Can't Always Get What You Want
You Can't Always Get What You Want (lett. "Non puoi avere sempre ciò che vuoi") è una canzone dei Rolling Stones inclusa nel loro album Let It Bleed del 1969, e il lato B del singolo Honky Tonk Women.
Scritta da Mick Jagger e Keith Richards, è stata inserita dalla rivista Rolling Stone al 100º posto nella sua lista delle 500 migliori canzoni di tutti i tempi.

## Il brano
La canzone fu registrata tra il 16 e 17 novembre del 1968 in collaborazione con il "London Bach Choir". Una curiosità è il fatto che in questa canzone il batterista della formazione (Charlie Watts) è sostituito dal produttore dei Rolling Stones (Jimmy Miller); il pianoforte, l'organo e il Corno Francese sono suonati da Al Kooper mentre Rocky Dijion si diletta con il conga e le maracas.

### Genesi della canzone
Molte leggende metropolitane continuano a sussistere riguardo alle origini di questa canzone, molto simile a You're So Vain di Carly Simon. La più rilevante è quella secondo cui Mick Jagger e Keith Richards erano in Indiana per un concerto alla "Ball State University" nel 1968 (per coincidenza la presenza nella stessa cittadina dell'Indiana di Robert F. Kennedy due giorni prima che Martin Luther King fosse assassinato). In base a quanto dice la leggenda Mick ordinò una "cherry soda" a John Birkemeier, uno studente della "Ball State University" impiegato al bancone di un pub. Birkeimer disse a Mick che loro non avevano a disposizione le ciliegie per realizzare il cocktail. Mick non poteva crederci e allora il ragazzo rispose dicendo: «You can't always get what you want» ("Non puoi avere sempre quello che vuoi"), dando ispirazione dunque per la realizzazione della canzone. A supporto di questa tesi resta il fatto che ogni qualvolta i Rolling Stones si esibiscono in questa zona l'allora ragazzo, John Birkemeier riceve dei biglietti gratuiti per il concerto e una limousine pronta ad accompagnarlo.

### Esecuzioni dal vivo
You Can't Always Get What You Want è frequentemente cantata da Jagger nei suoi concerti, senza il coro, ed inoltre l'artista cambia la frase: "my favourite flavour, cherry red" (la mia fragranza preferita, ciliegia rossa) nella domanda "What's your favourite flavour?" (Qual è la vostra fragranza preferita?) alla quale il pubblico risponde "Cherry Red" (Ciliegia Rossa).
Le esecuzioni dal vivo di questo brano appaiono in Love You Live, Flashpoint, The Rolling Stones Rock and Roll Circus e Live Licks. Nel "14 on fire tour" del 2014, per la prima volta i Rolling Stones decidono di essere accompagnati sul palco dal coro. Per la tappa italiana del 22 giugno 2014 al Circo Massimo di Roma, hanno scelto il Coro Giovanile Italiano.

## Formazione
The Rolling Stones
- Mick Jagger – chitarra, voce
- Keith Richards – cori, chitarra acustica
- Bill Wyman – basso
- Charlie Watts – batteria
- Brian Jones – congas chitarra

Musicisti aggiuntivi
- Nicky Hopkins – piano, organo
- Jimmy Miller – percussioni
- Leon Russell – piano e corno
- Jack Nitzsche – cori
- Al Kooper – piano e organo
- Nanette Workman – cori
- Doris Troy – cori
- Madeline Bell – cori
- Rocky Dijon – percussioni
- The London Bach Choir – voce

## Tributi e cover
- Nel 1990 George Michael ha usato il titolo della canzone nella sua Hit Waiting for that day e ha citato nei ringraziamenti Jagger e Richards.
- La cantante statunitense Anastacia ne ha registrato una cover per il proprio album di cover rock maschili It's a Man's World pubblicato nel 2012.
- Nel 2012 i FUN. hanno presentato la cover della canzone al Bonnaroo Music Festival; successivamente nel 2013 all'iHeart Music Festival; spesso la presentano anche a molti dei loro concerti.
- Nel 2009 le Nuove Direzioni, il glee club della serie televisiva Glee, hanno interpretato la canzone nell'episodio Le provinciali

## Riutilizzi
- Una versione strumentale suonata con un organo da chiesa e fatta poi sfumare con la versione originale fu usata come brano della colonna sonora nel film del 1983 Il grande freddo durante il funerale di Alex (il personaggio suicida del film, che adorava la canzone).
- La canzone è presente anche nella colonna sonora della serie Californication.
- La stessa canzone la si può ascoltare nel film 21 con Kevin Spacey.
- Il brano è presente nella serie del Dr. House - Medical Division, prima e terza stagione, rispettivamente nelle prime puntate e nella diciannovesima puntata della settima stagione. Lo stesso House, protagonista della serie, in una sua battuta dice "come diceva il filosofo Jagger: «non si può avere sempre quello che si vuole»". La frase viene anche citata dal personaggio di Amber nell'ultima puntata della quarta stagione.
- Il brano è inoltre presente nella parte finale della dodicesima puntata della seconda stagione della serie Nip/Tuck.
- una parte del brano (quella finale col coro in crescendo) viene utilizzata come sottofondo nella nuova campagna pubblicitaria di Sky Calcio nell'agosto 2015.
- Una cover del brano è utilizzata come chiusura della miniserie televisiva Piccole grandi bugie (Big Little Lies).